# 陳良玲
陳良玲，香港藝術品鑑定師、拍賣師，現任佳士得香港副總裁、佳士得資深專業銷售主管，專長為中國瓷器和中國古代書畫，以流利且優雅的拍賣方式聞名，是亞洲少有的女性拍賣師。

## 生平
陳良玲於1985年出生於臺北市，受到父母影響喜歡古典藝術，經常與父母至國立故宮博物院看展覽，陳良玲也喜歡看武俠小說。小學畢業後至紐西蘭與美國求學，並在康乃爾大學攻讀生物學，輔修商學與營養學。她畢業後回到臺灣，2005年在臺北故宮擔任導覽志工，重啟了對藝術的興趣。
2009年，陳良玲前往倫敦佳士得美術學院學習中國藝術史，獲得碩士學位。2010年，陳良玲正式加入香港佳士得的中國瓷器及藝術品部，之後派至紐約市工作三年，並於2013年回到香港。2014年開始接受拍賣師培訓，2016年5月正式成為拍賣師。
陳良玲拍賣時通常穿著素淨淡雅的旗袍，時而舉手示意，時而彎腰前傾，帶有行雲流水的美感吸引買家加價，語言可以流暢切換中文及英文，使她在社群媒體上擁有知名度。